# Marie Jakober
Marie Jakober (27 de agosto de 1941 – 26 de marzo de 2017) fue una escritora canadiense. Proveniente de Calgary, Alberta, Jakober escribió diferentes libros tanto históricos como de fantasía. Su libro Sandinista: A Novel of Nicaragua (1985) escribió el Writer's Guild of Alberta Novel Award de 1985. En 2002, recibió el Michael Shaara Award for Excellence in Civil War Fiction por su novela Only Call Us Faithful (2002). Su segunda noela de la Guerra Civil de los Estados Unidos Sons of Liberty, ganó el Premio Georges Bugnet a la mejor novela en los Alberta Book Awards en 2006.

## Obra literaria
- The Mind Gods: A Novel of the Future (Londres: Macmillan, 1976; Toronto: Macmillan of Canada, 1976)
- Sandinista: A Novel of Nicaragua (Vancouver: New Star, 1985)
- A People in Arms (Vancouver: New Star, 1987)
- High Kamilan: A Novel (Calgary: Gullveig, 1993; republicada como Even the Stones por Edge Science Fiction & Fantasy Publishing, 2004)
- The Black Chalice (Calgary: Edge Science Fiction and Fantasy Publishing, 2000)
- Only Call Us Faithful (New York: Forge, 2002)
- Even the Stones (Calgary: Edge Science Fiction and Fantasy Publishing, 2004)
- Sons of Liberty (New York: Forge, 2005)
- The Halifax Connection (Toronto: Random House Canada, 2007)
- The Demon Left Behind (Calgary: Edge Science Fiction and Fantasy Publishing, 2011)